# Mixcoatlus melanurus
Mixcoatlus melanurus — вид отруйних змій родини гадюкових (Viperidae). Ендемік Мексики.

## Поширення і екологія
Mixcoatlus melanurus поширені від південної Пуебли до центральної Оахаки. Вони живуть у високогірних сухих чагарникових заростях і в тропічних листяних лісах на півночі та в сосново-дубових лісах на півдні. Зустрічаються на висоті від 1600 до 2400 м над рівнем моря.

## Збереження
МСОП класифікує цей вид як такий, що перебуває під загрозою зникнення. Mixcoatlus melanurus загрожує знищення природного середовища.